# Yuzhne
Yuzhne (tiếng Ukraina: Южне) là một thành phố của Ukraina. Thành phố này thuộc tỉnh Odessa. Thành phố này có diện tích ? km2, dân số theo điều tra dân số năm 2001 là 23977 người.